# Citey
Citey é uma comuna francesa na região administrativa de Borgonha-Franco-Condado, no departamento de Alto Sona. Estende-se por uma área de 5,76 km². Em 2010 a comuna tinha 107 habitantes (densidade: 18,6 hab./km²).